# Roger Portillo
Roger Portillo (nacido en Caracas, Venezuela) es un actor, animador y modelo venezolano.

## Carrera
Su carrera inició cuando participó y ganó el concurso de modelaje American Teen Model Venezuela en su edición de 2009 representando al estado Táchira. Al año siguiente incursionó en la animación al ser invitado a conducir la edición de 2010 del referido concurso y realizó diversos comerciales para la televisión.
En 2010 participó en una miniserie por internet, llamada «Indigo X» de Capoa Televisión una de las primeras emisoras de televisión por internet de Venezuela. A finales de ese año obtiene su primer papel para una serie de televisión internacional, interpretando a Peter en la serie La Banda transmitida por el canal de tv por suscripción Boomerang Latinoamérica y estrenada en julio de 2011.

## Series de Televisión
| Series    | Series     | Series    | Series                  |
| Año       | Telenovela | Personaje | Cadena De Televisión    |
| --------- | ---------- | --------- | ----------------------- |
| 2010-2011 | La Banda   | Peter     | Boomerang Latinoamérica |

## Series web
| Series | Series    | Series    | Series               |
| Año    | Miniserie | Personaje | Cadena De Televisión |
| ------ | --------- | --------- | -------------------- |
| 2010   | Indigo X  | Jacobo    | Capoa Televisión     |

## Concursos
| Año  | Concurso                      | Resultado           |
| ---- | ----------------------------- | ------------------- |
| 2009 | American Teen Model Venezuela | 1.er Lugar: Ganador |